# Lima zealandica
Lima zealandica is een tweekleppigensoort uit de familie van de Limidae. De wetenschappelijke naam van de soort werd in 1877 voor het eerst geldig gepubliceerd door George Brettingham Sowerby II.